# جيمي بلومر
جيمي بلومر (بالإنجليزية: Jimmy Bloomer)‏ هو لاعب كرة قدم بريطاني في مركز الدفاع، ولد في 22 أغسطس 1947 في غلاسكو في المملكة المتحدة. لعب مع غرانتهام تاون ‏.